# Machtvakuum
Ein Machtvakuum liegt vor, wenn in einem Staat, einer sozialen Gruppe, Institution oder Organisation (z. B. Staat, Familie, Wirtschaftsbetrieb) die zu erwartende und/oder vereinbarte Führung über einen längeren Zeitraum nicht ausgeübt wird. Der Begriff stellt eine Komposition dar und gebraucht das Wort „Vakuum“ im engeren metaphorischen Sinn  für einen Raum mit weitgehender Abwesenheit von Materie.
Der Wortteil Macht kann in diesem Zusammenhang Aspekte wie Herrschaft, Gewalt, starker Einfluss, starke Gruppe oder Regierung bedeuten, während Vakuum für unausgefüllten Raum, aber auch Aspekte wie Zeit und Möglichkeiten steht.

## Ursachen
Es gibt zahlreiche mögliche Faktoren, die ein Machtvakuum bewirken, verstärken bzw. verlängern können. Am häufigsten sind es Gründe, die in der bisher führenden Person liegen, wie charakterliche Schwäche(n), Krankheit, Abwesenheit oder auch Tod, besonders wenn die Nachfolge nicht geregelt wurde. So lange die Machtverhältnisse unklar sind, fehlt dem Staat bzw. dem sozialen Verband eine leitende und lenkende Struktur. Es kommt möglicherweise zu ineffizientem und desorientiertem Agieren und/oder zu Machtkämpfen zwecks Neuverteilung der Macht.
Eine weitere Ursache für unklare Machtverhältnisse sind plötzliche Machtwechsel wie ein Putsch, ein schwieriger Regierungswechsel oder durch Krieg oder Bürgerkrieg verursachte Regierungsunfähigkeit. Auch die freiwillige Aufgabe einer machtvollen Position ohne rechtzeitige klare Nachfolgeregelung kann ein zeitweiliges Machtvakuum bewirken.

## Beispiele
- Ein bekanntes Beispiel aus der deutschen Geschichte ist das sogenannte Interregnum nach der Absetzung Kaiser Friedrichs II. im Jahre 1245 bis zur Wahl Rudolfs I. im Jahre 1273.
- am 14. Mai 1948 verließen britische Truppen Jerusalem, den Sitz der bisherigen Mandatsverwaltung. Offiziell wurde die Macht weder an jüdische noch an arabische Vertreter übergeben – es entstand ein Machtvakuum.[3] (siehe auch Palästinakrieg)
- Zerfallstendenzen eines Staates, beispielsweise 2014 im Irak: drohender Zerfall durch strittige Regierung, ISIS-Rebellen, möglicher kurdischer Staat im Norden und Bürgerkrieg in Syrien.

## Vermeidung
Möglichkeiten, das Risiko eines Machtvakuums zu reduzieren sind:
- im Falle zeitlich begrenzter Abwesenheit: eindeutige Stellvertreterregelungen[4]
- im Falle von Krankheit und/oder charakterlicher Schwäche: legitimierte Verfahren zur Neuvergabe der Führungsverantwortung (Neuwahlverfahren) oder Hilfsmaßnahmen zur Stützung der Führungsfähigkeit (Beispiel: Sozialpädagogische Familienhilfe, Erziehungsberatung)
- im Todesfall: eindeutige Nachfolge- oder Neuwahlregelungen